# ژانانگیز
ژانانگیز (انگلیسی: Zhananegiz) یک شهرک در استان قراغندی کشور قزاقستان است.